# Upper East Side

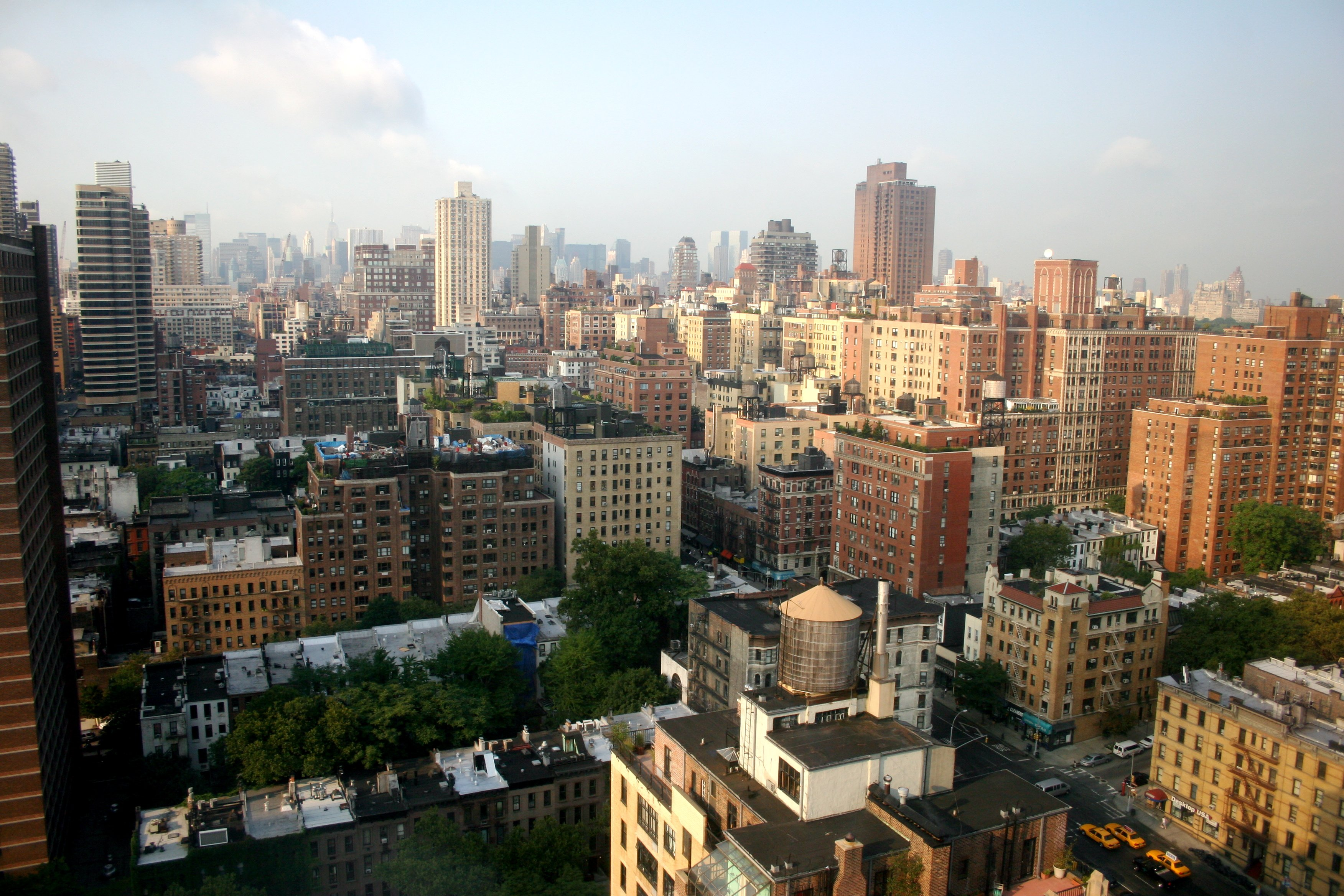
Upper East Side

Upper East Side je čtvrť na Manhattanu v New Yorku mezi Central Parkem a East River. Na jihu je ohraničená 59. ulicí, na severu 96. ulicí. Jsou tam jedny z nejdražších nemovitostí v USA; nejdražší městský dům byl vypsán na 75 milionů dolarů.

## Demografie
V roce 2000 mělo 207 543 osob bydliště v Upper East Side. Rasové rozdělení čtvrti bylo 88,25 % bílí; 6,14 % Asiaté; 2,34 % Afroameričané; 5,62 % Hispánci; 0,04 % z ostrovů v Pacifiku; 0,09 % domorodí Američané; 1.39 % od jiných ras; a 1.74 % od dvou nebo více ras. Hustota obyvatelstva byla 45 649 osob/km². Poměr ženy-muži je 125 žen na 100 mužů. V roce 2000 75,6 % dospělých (25+) mělo titul bakalář nebo vyšší.

## Politika
Upper East Side je jednou z mála oblastí na Manhattanu, kde republikáni tvoří více než 20 % voličů.

## Památky a kulturní instituce
Tato oblast hostuje některá z nejslavnějších muzeí na světě. Známá muzea v Upper East Side:
- Metropolitní muzeum umění
- Guggenheimovo muzeum

## Slavní obyvatelé
- Woody Allen, režisér, scenárista a herec
- Eliot Spitzer, právník a politik
- Martin Scorsese, režisér, scenárista, herec a pedagog
- Madonna, zpěvačka